# Billahalli, Ranibennur
Billahalli là một làng thuộc tehsil Ranibennur, huyện Haveri, bang Karnataka, Ấn Độ.